# 手の中の魔法
「手の中の魔法」（てのなかのまほう）は、1991年9月21日に、NECアベニューからリリースされたクレヨン社の6枚目のシングル。

## 概要
「手の中の魔法」は、1991年8月～9月に、NHKの音楽番組『みんなのうた』で放送された楽曲。
放送では1番はAメロ、2番はBメロだけに縮小、放送用のオリジナルの歌詞を交えてアウトロはフェードアウトされた。
カップリング曲の「夕映えのグラウンド」は、1990年に発売されたアルバム『いつも心に太陽を』からのシングルカットである。

## 収録曲
| 全作詞・作曲: 柳沼由紀枝、全編曲: 加藤秀樹。 |                        |            |            |
| #                                            | タイトル               | 作詞       | 作曲・編曲 |
| 1.                                           | 「手の中の魔法」       | 柳沼由紀枝 | 柳沼由紀枝 |
| 2.                                           | 「夕映えのグラウンド」 | 柳沼由紀枝 | 柳沼由紀枝 |

## 収録アルバム
| 曲名               | 収録作品                                        | 発売日        | 規格品番  | 備考 |
| ------------------ | ----------------------------------------------- | ------------- | --------- | ---- |
| 手の中の魔法       | 『世界で一番好きだった』                        | 1991年9月21日 | NACL-1059 |      |
| 手の中の魔法       | 『クレヨン社の展覧会 1988-1991 BEST SELECTION』 | 1992年3月21日 | NACL-1041 |      |
| 夕映えのグラウンド | 『いつも心に太陽を』                            | 1990年9月26日 | NACL-1008 |      |
| 夕映えのグラウンド | 『クレヨン社の展覧会 1988-1991 BEST SELECTION』 | 1992年3月21日 | NACL-1059 |      |